# Lophanthus elegans
Lophanthus elegans là một loài thực vật có hoa trong họ Hoa môi. Loài này được (Lipsky) Levin mô tả khoa học đầu tiên năm 1941.